# الکریم
الکریم (به پرتغالی: Alecrim) یک منطقهٔ مسکونی در برزیل است که در ریو گرانده جنوبی واقع شده‌است. الکریم ۳۱۶٫۳۹ کیلومتر مربع مساحت و ۵٬۸۲۷ نفر جمعیت دارد.